# Mittelpunkt Österreichs
Der Mittelpunkt Österreichs stellt jenen Ort dar, der geografisch in der Mitte Österreichs liegt.
Der Bevölkerungsmittelpunkt Österreichs liegt Stand 2020 bei St. Georgen am Reith, Niederösterreich.

## Berechnungsmethoden
Man kann den geografischen Mittelpunkt eines Landes nach unterschiedlichen Methoden festlegen. Eine häufig verwendete Methode ist die rechnerische Ermittlung des geometrischen Schwerpunkts eines zweidimensionalen Landkartenmodells des Landes. Man kann diesen auch rein mechanisch bestimmen, durch Ausbalancieren einer ausgeschnittenen Landkarte oder durch Befestigung dieser an zwei Aufhängepunkten und Ermittlung des Schnittpunkts der zwei sich ergebenden Schwerelinien.
Eine weitere Methode ist die Berechnung der arithmetischen Mittelwerte der Längengrade des westlichsten und östlichsten Punkts sowie der Breitengrade des südlichsten und nördlichsten Punkts eines Gebietes. Dieser Mittelpunkt entspricht dem Schnittpunkt der beiden Diagonalen eines Rechtecks, welches das Gebiet umschließt. Das ist in Österreich in Nähe des Königsberger Horn im Gemeindegebiet von Sankt Gilgen bei 47,6964° N, 13,3458° O.
Eine seltene Methode ist die Ermittlung jenes Orts, welcher sich am weitesten von jedem Punkt der Landesgrenze entfernt im Landesinneren befindet, dem Pol der Unzugänglichkeit. Das ist in Österreich am Eingang des Gesäuses, im Gemeindegebiet von Admont bei 47,5783° N, 14,5525° O.
Allen Methoden gemein ist, dass diese auf einem zweidimensionalen Landkartenmodell basieren. Und je nach der dazu verwendeten Kartenprojektion wird dies zu abweichenden Ergebnissen trotz gleicher Berechnungsmethode führen.

## Geschichte
Die Große Österreich Illustrierte veranstaltete im Jahre 1949 ein Preisausschreiben, das die Teilnehmer dazu aufforderte, den Mittelpunkt Österreichs zu ermitteln. Den „Siegern“ winkten Gratisurlaube, welche damals einen besonderen Luxus darstellten. Mehrere Einwohner von Bad Aussee gaben nach mechanischer Ermittlung des Schwerpunkts an, dass sie im Mittelpunkt Österreichs lebten. Die Illustrierte bestätigte (nach einem Gutachten der Wiener Universität) diese Behauptungen: „Bad Aussee ist der Mittelpunkt Österreichs.“ Am 24. September 1949 fanden die offiziellen Feierlichkeiten statt, an denen auch die Schauspielerin Maria Andergast beteiligt war. 1989 hat die Marktgemeinde Bad Aussee die 40. Wiederkehr der Mittelpunktfeier zum Anlass genommen, mit einer Reihe von Veranstaltungen die Lage im Herzen Österreichs erneut hervorzuheben. Dazu wurde auch der „Mittelpunktstein“ im Kurpark bei 47,6091° N, 13,7844° O feierlich enthüllt. Ein Denkmal, welches den Mittelpunkt verstärkt ins Bewusstsein der Einwohner und Touristen rücken soll. Auf diesem Monument wurde eine Bronzescheibe angebracht, die den Mittelpunkt symbolisieren soll. Dieses Metallstück wird in Anlehnung an den gleichnamigen Stein aus der Antike „Omphalos“ (griech. für Nabel) genannt.

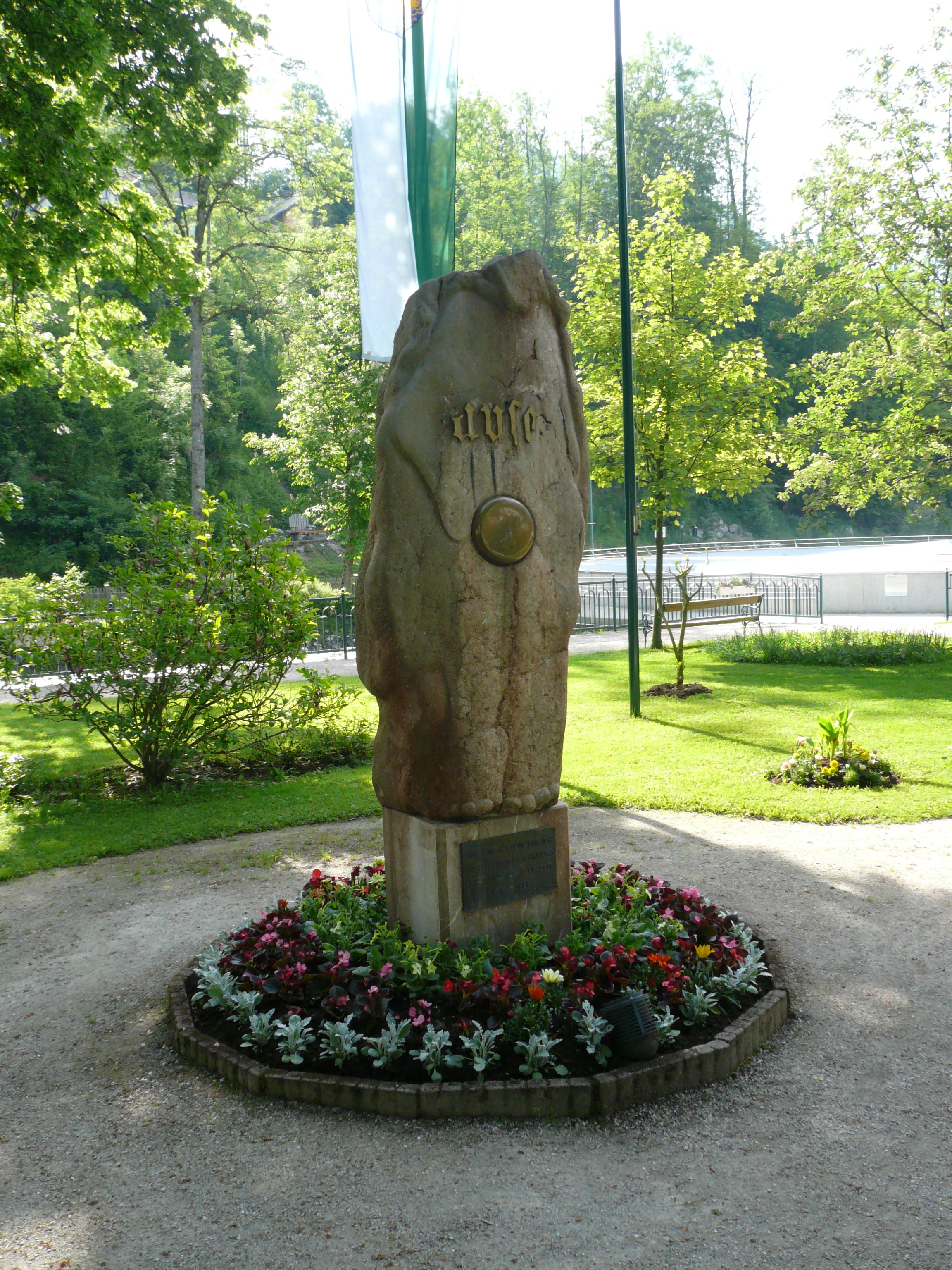
Mittelpunktstein im Bad Ausseer Kurpark
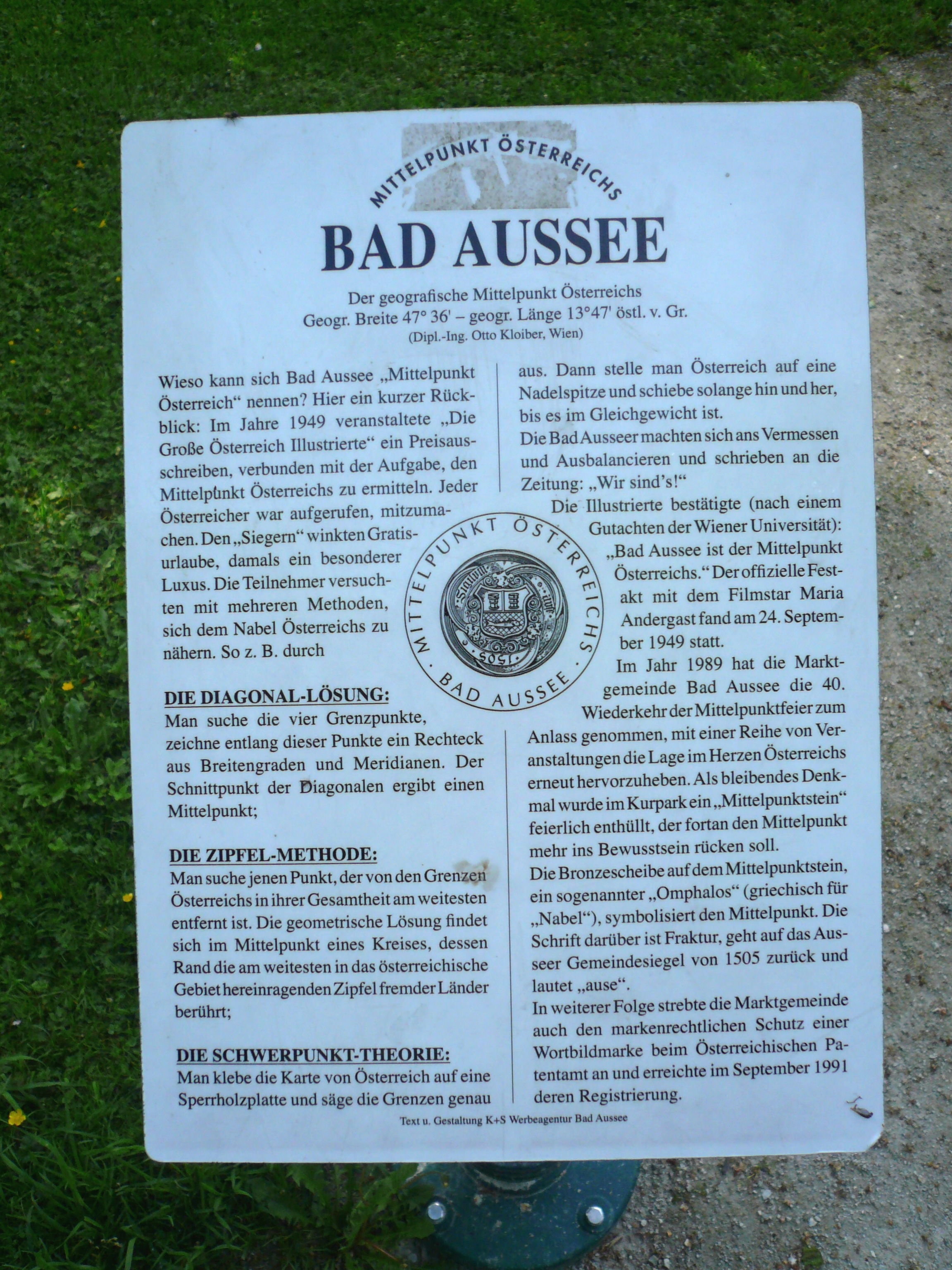
Infotafel beim Mittelpunktstein

Im Gegensatz zur Ermittlung von 1949 wurde im Jahre 2005 der geometrische Schwerpunkt Österreichs computerunterstützt mithilfe von Grenzdateien zur Entwicklung eines Geocaches berechnet. 2019 wurden dazu erstmals grundstücksgenaue Quelldaten des Bundesamtes für Eich- und Vermessungswesen verwendet. Aufgrund dieser Berechnung liegt der geografische Mittelpunkt Österreichs auf einer Seehöhe von 1380 m ü. A. bei 47,59397° N, 14,12456° O. Damit befindet sich der Schwerpunkt auf einem Berghang im Gemeindegebiet von Stainach-Pürgg, etwa 800 m nördlich des Bärenfeuchtmölbing-Gipfels und ca. 25 km östlich des Stadtzentrums von Bad Aussee.
Da es durch den Bodensee keine verbindliche Grenzziehung gibt, wurde dazu die normalerweise übliche Grenzziehung in Gewässermitte verwendet.

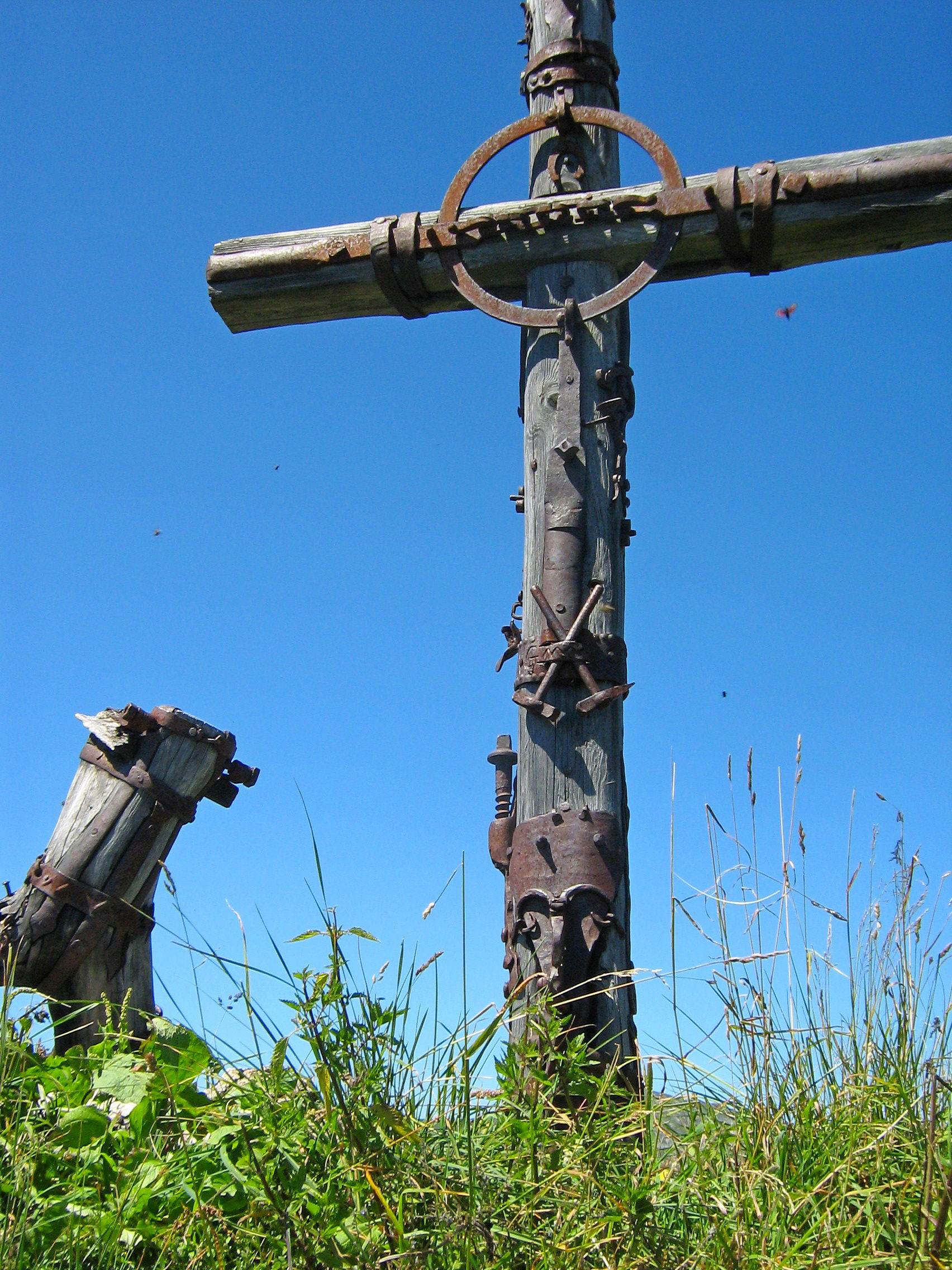
Gipfel des Bärenfeuchtmölbing, nahe dem Mittelpunkt
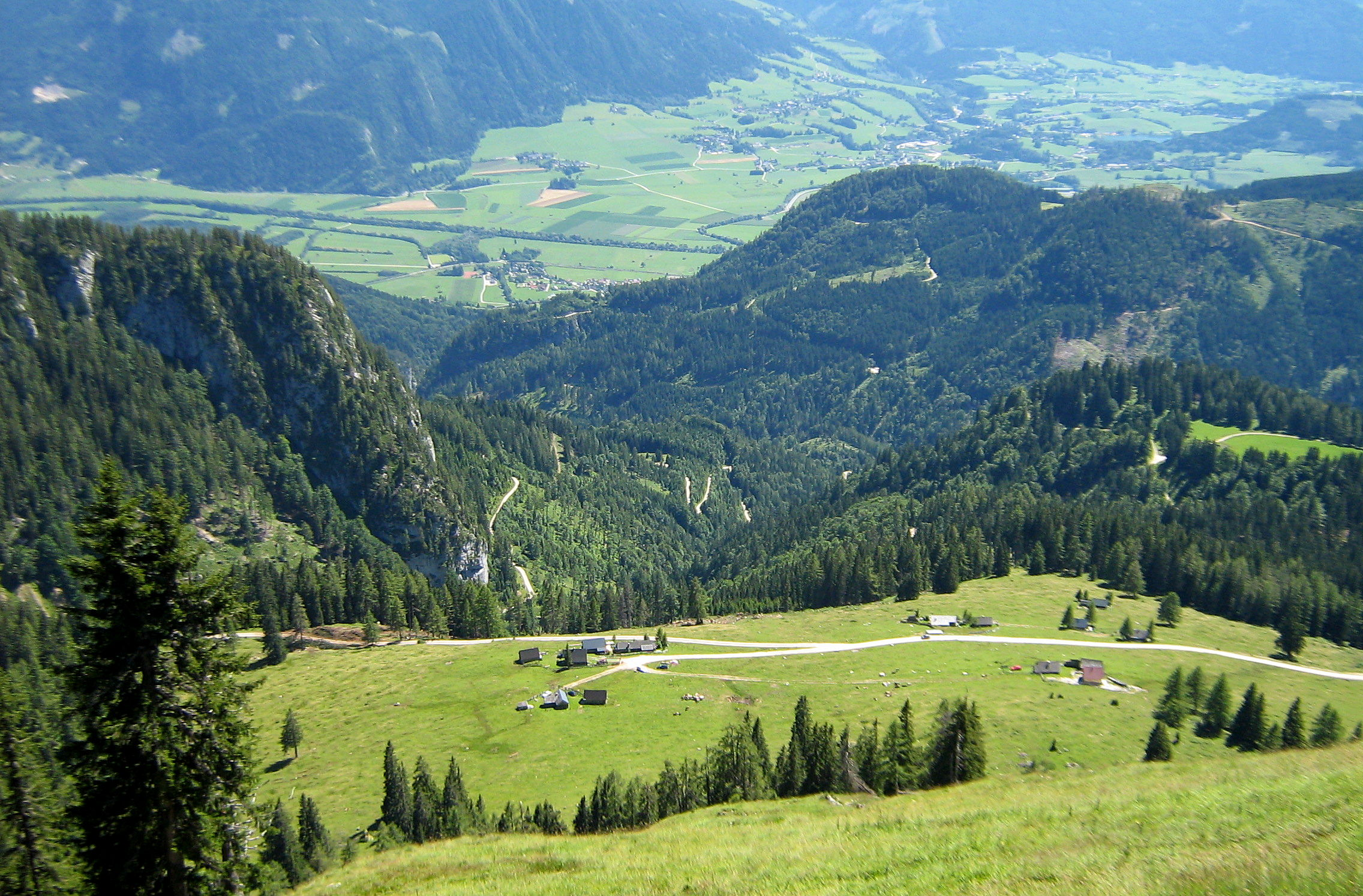
Am Bärenfeuchtmölbing, Blick zur Bärenfeuchtenalm
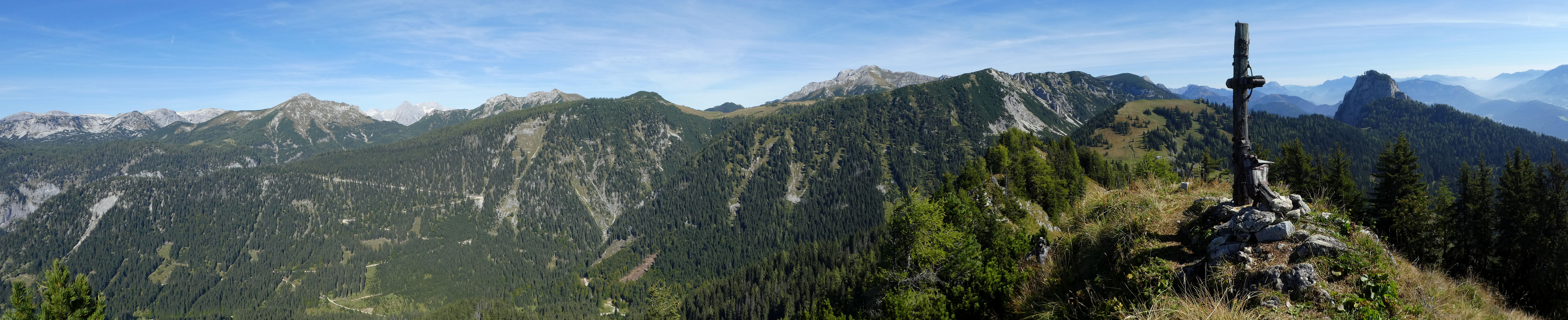
Panorama am Bärenfeuchtmölbing, Richtung Nordost
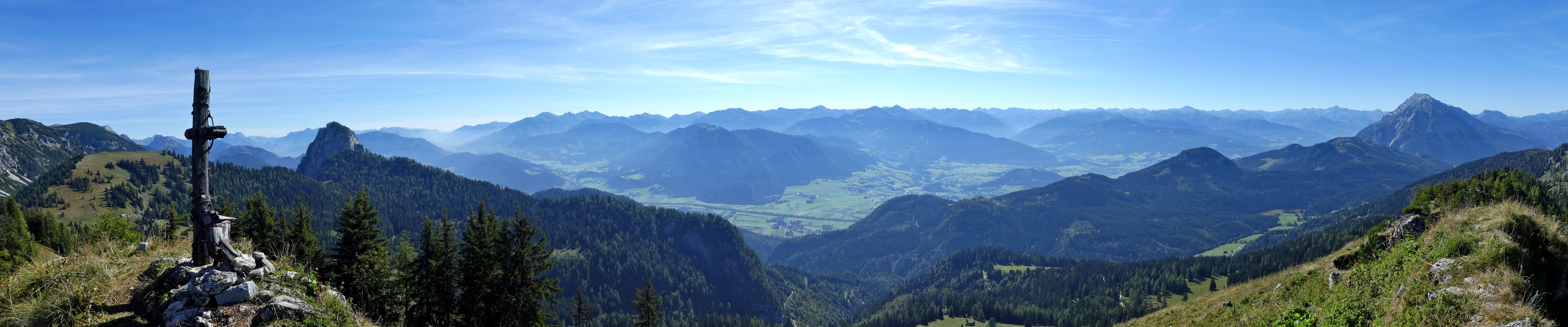
Panorama am Bärenfeuchtmölbing, Richtung Aigen im Ennstal
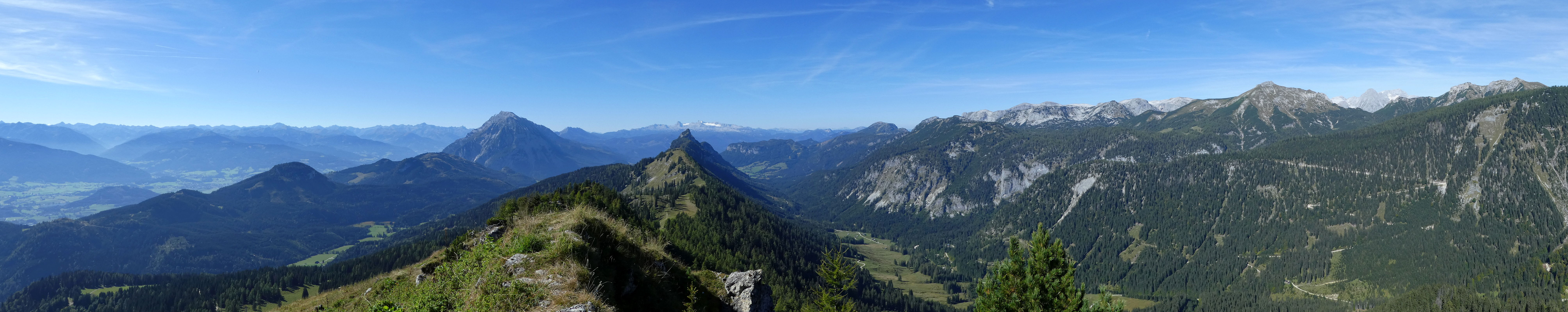
Panorama am Bärenfeuchtmölbing, Richtung Dachstein

## Mittelpunkte der Bundesländer
| Eisenstadt |

| Burgenland |

| Klagenfurt |

| Kärnten |

| St. Pölten |

| Niederösterreich |

| Linz |

| Oberösterreich |

| Salzburg |

| Salzburg |

| Graz |

| Steiermark |

| Innsbruck |

| Tirol |

| Bregenz |

| Vorarlberg |

| Wien |

| Mittelpunkt von Österreich |

### Burgenland
Der geografische Mittelpunkt des Burgenlandes liegt in der Gemeinde Frankenau-Unterpullendorf im Ortsteil Unterpullendorf bei 47,4781° N, 16,5716° O. Es handelt sich dabei um den arithmetischen Mittelwert aus nördlichstem, östlichstem, westlichstem und südlichstem Punkt des Bundeslandes. Ein als „Mittelpunktstein“ bezeichnetes Denkmal kennzeichnet die Stelle. Dieser Basaltstein vom Pauliberg wurde 1991 von der Burgenländischen Geographengesellschaft anlässlich „70 Jahre Burgenland“ aufgestellt.

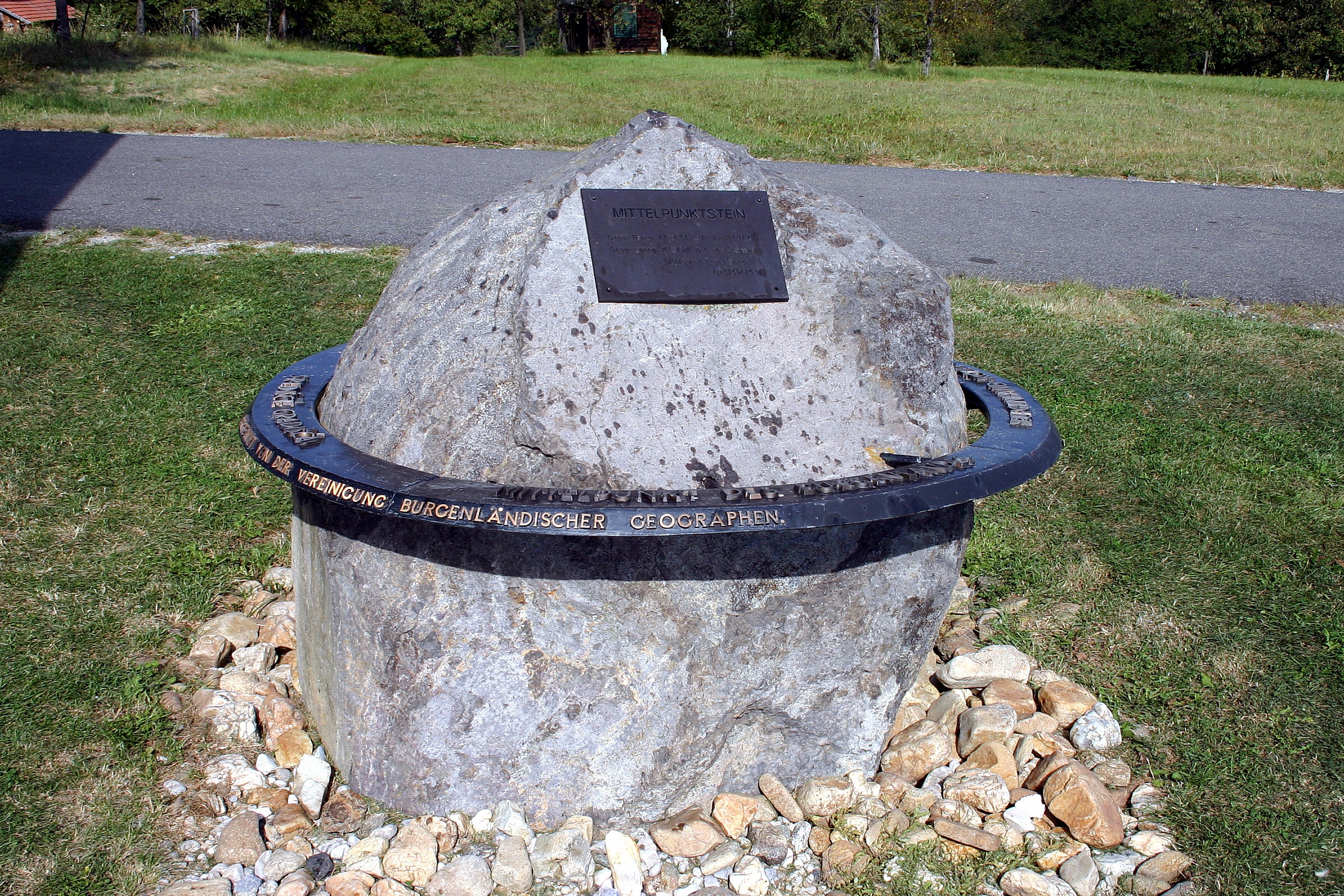
Mittelpunktstein in Frankenau-Unterpullendorf

### Kärnten
Der Mittelpunkt Kärntens ist in der Gemeinde Arriach bei 46,7525° N, 13,8617° O zu finden und stellt ein beliebtes Ziel für Bergwanderer dar. Es handelt sich dabei um den arithmetischen Mittelwert aus nördlichstem, östlichstem, westlichstem und südlichstem Punkt des Bundeslandes. Direkt am Mittelpunkt ist eine rote, ans Logo von Arriach angelehnte, Betonplattform mit den Koordinaten angebracht, welche mit einem metallischen Kreuz versehen wurde. Besucher können mittels einer fest installierten Webcam Fotos von ihrem Besuch schießen.

Das Logo Arriachs symbolisiert den Mittelpunkt Kärntens
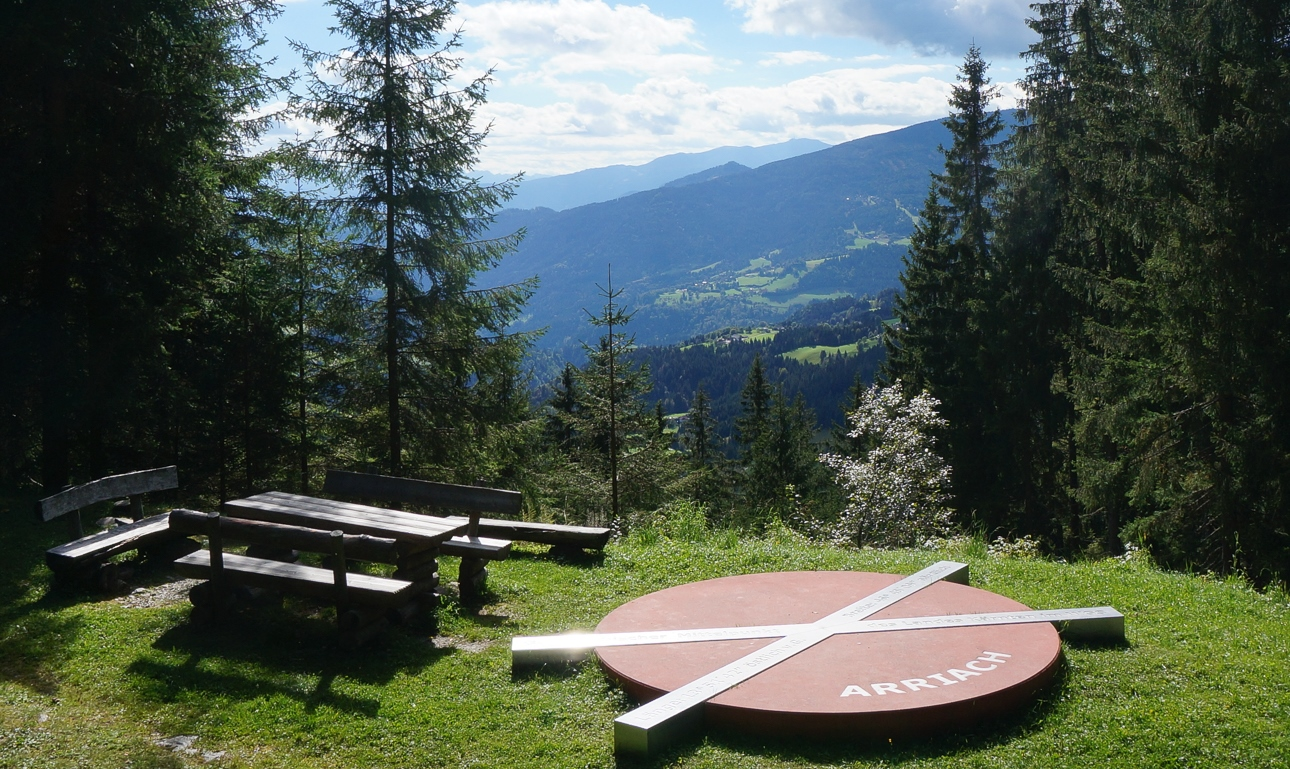
Plattform und Rastplatz beim Mittelpunkt
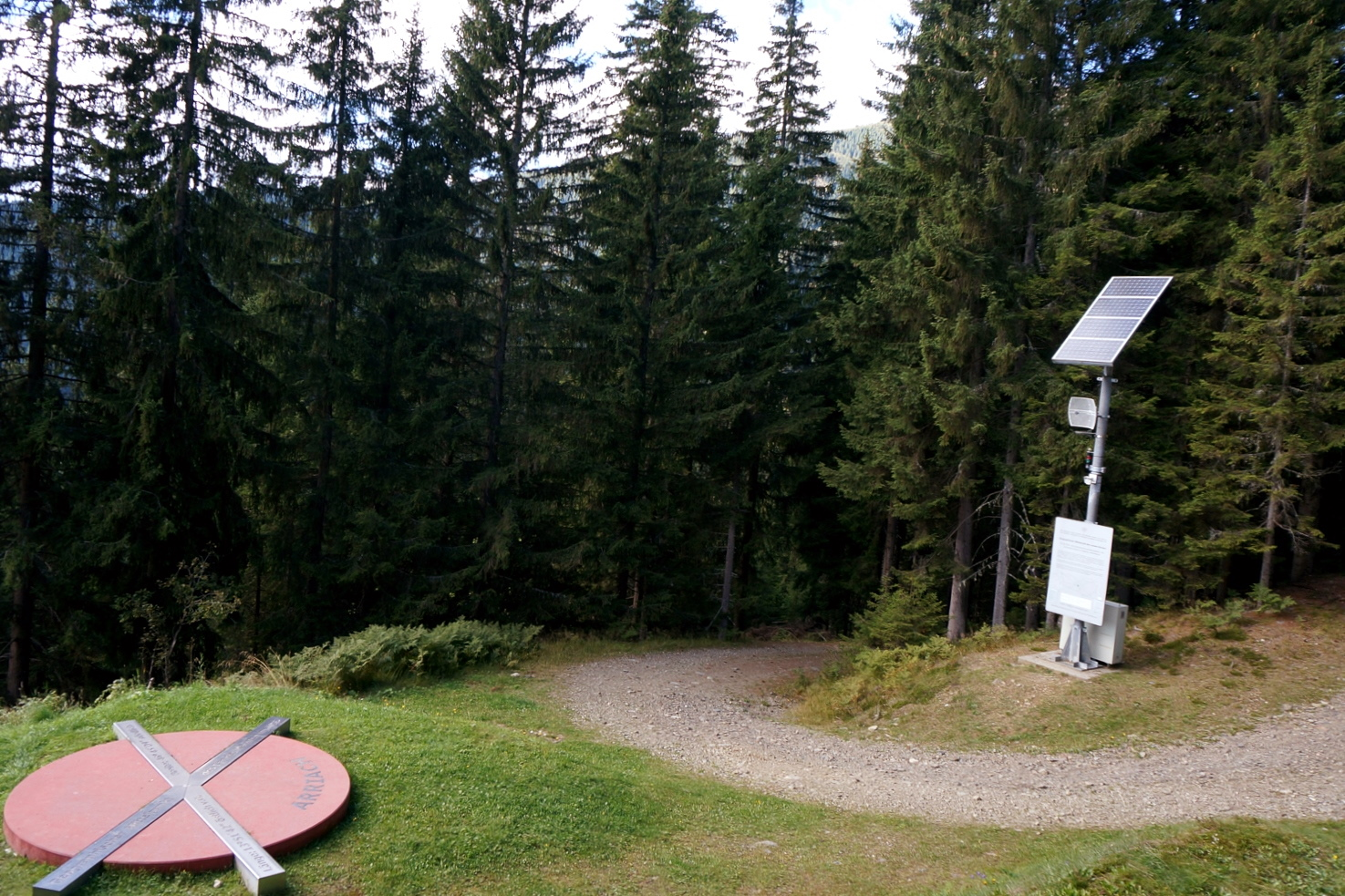
Webcam beim Mittelpunkt
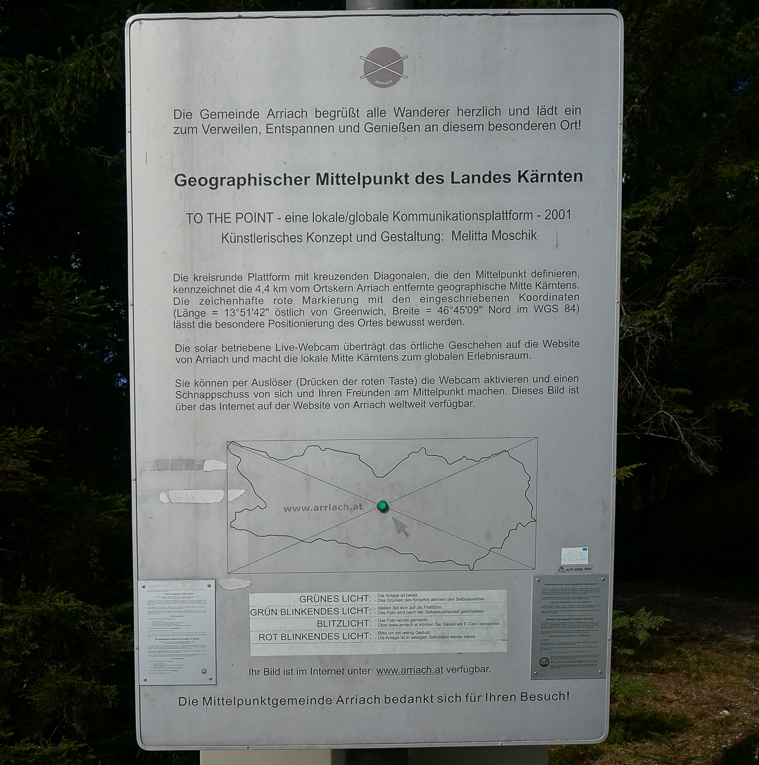
Infotafel

### Niederösterreich
Der Mittelpunkt Niederösterreichs ist am Ortsrand der Marktgemeinde Kapelln in der Ortschaft Oberkilling bei 48,2702° N, 15,7651° O zu finden. An diesem wurde 1993 die Aussichtswarte Max-Schubert-Warte errichtet. Sie befindet sich im Schwerpunkt der Außengrenzen des Landes Niederösterreich, die Innengrenzen rund um Wien blieben dagegen unberücksichtigt. Ein Erlebnisweg, der in Kapelln bei der Kirche startet und zur Warte führt, erzählt dabei in 12 interaktiven Stationen aus der Geschichte Niederösterreichs, über Sagen und Bräuche, Berge und Rekorde.

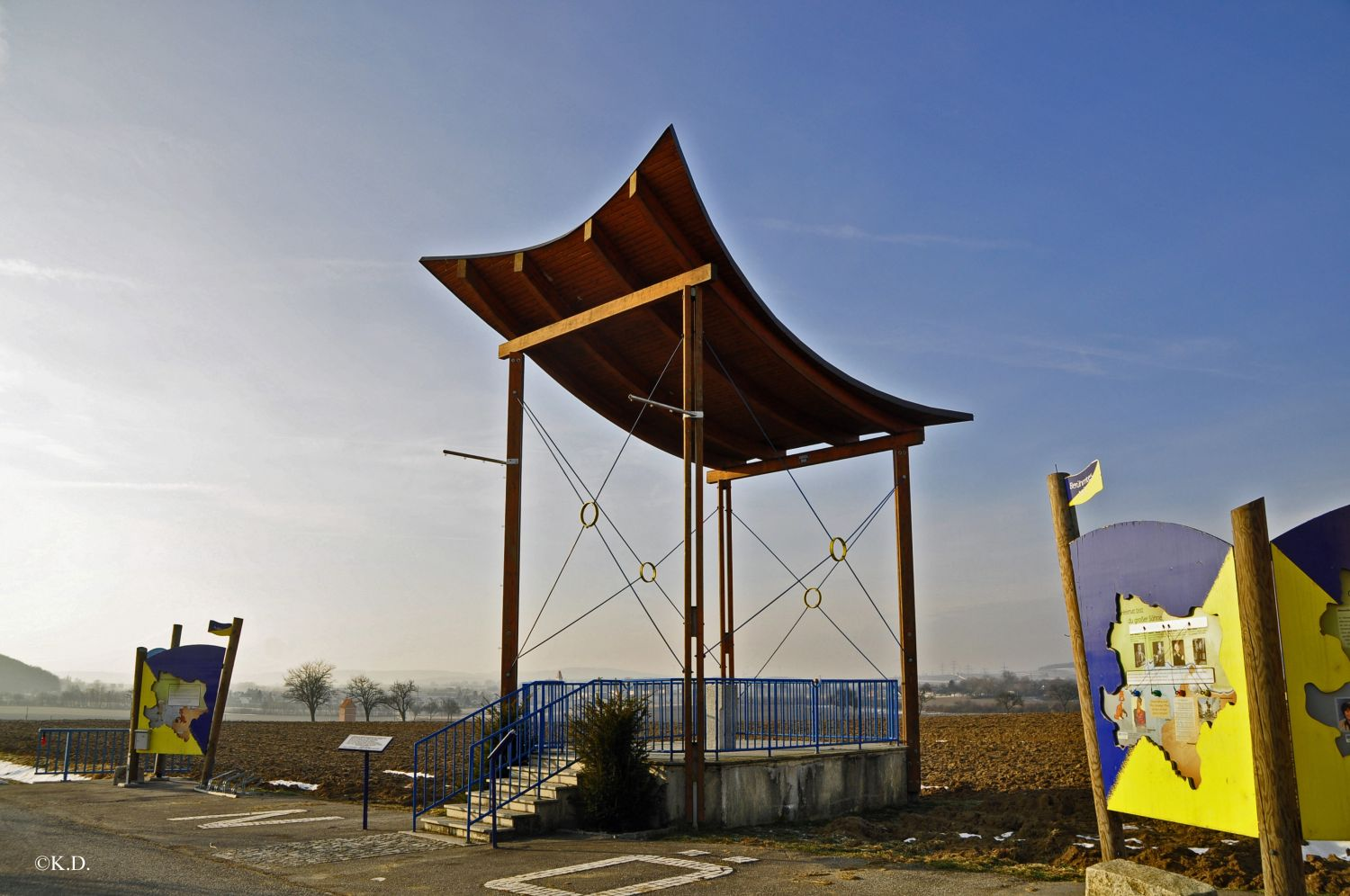
Denkmal am Mittelpunkt Niederösterreichs
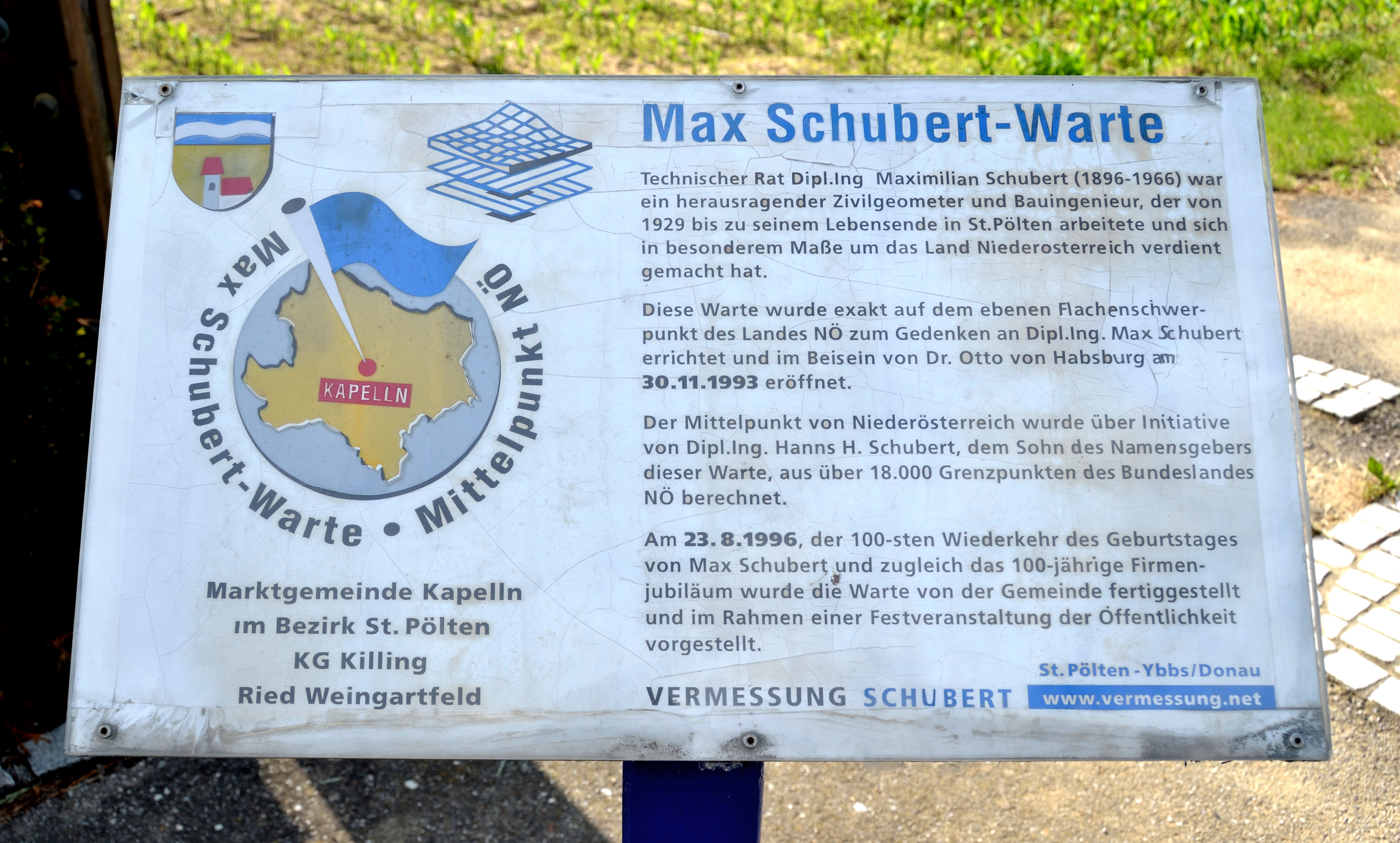
Infotafel
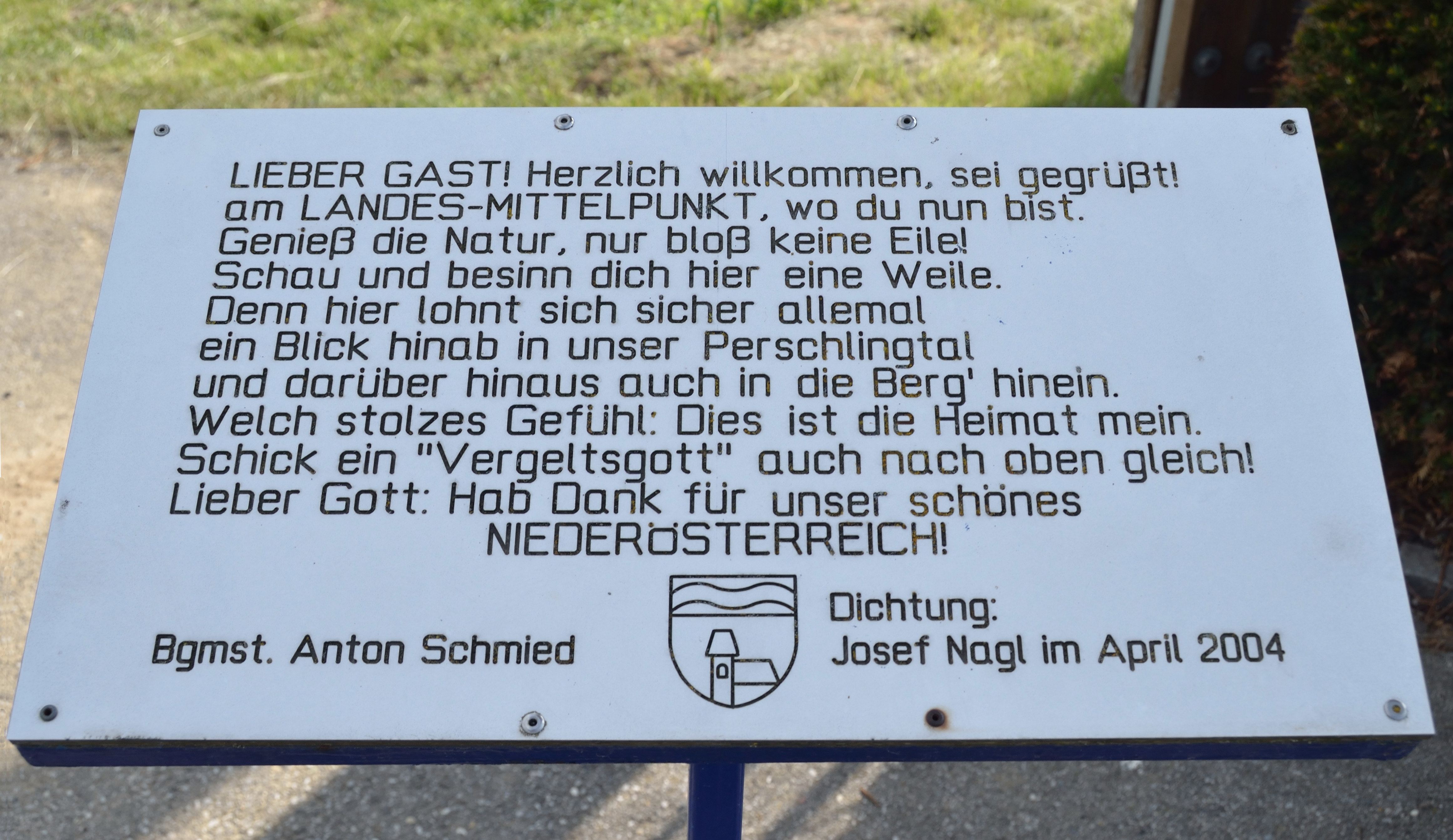
Gedicht bei der Warte
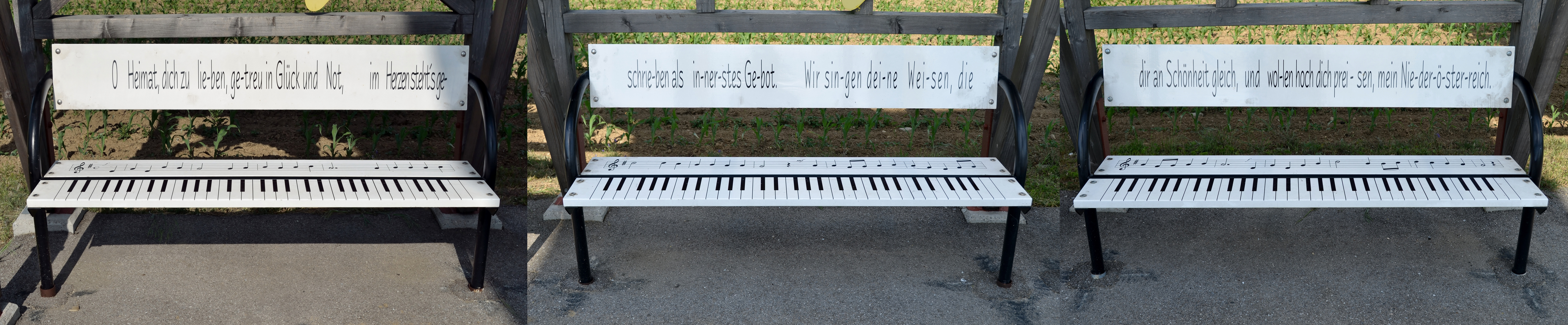
Musikbänke bei der Warte

### Oberösterreich
Der geometrische Schwerpunkt Oberösterreichs befindet sich in der Gemeinde Gunskirchen bei 48,1366° N, 13,9644° O. Er wurde erstmals 2005 zur Entwicklung eines Geocaches berechnet, und 2011 offiziell vom Land Oberösterreich an derselben Stelle bestätigt und mit einem Holzpflock markiert. 2013 wurde 170 m nordöstlich des rechnerischen Mittelpunkts ein geschnitztes Holzdenkmal aufgestellt. Auf der Seite des Landes Oberösterreich kann man weiters die Mittelpunkte jedes Bezirkes auf einer Karte darstellen.

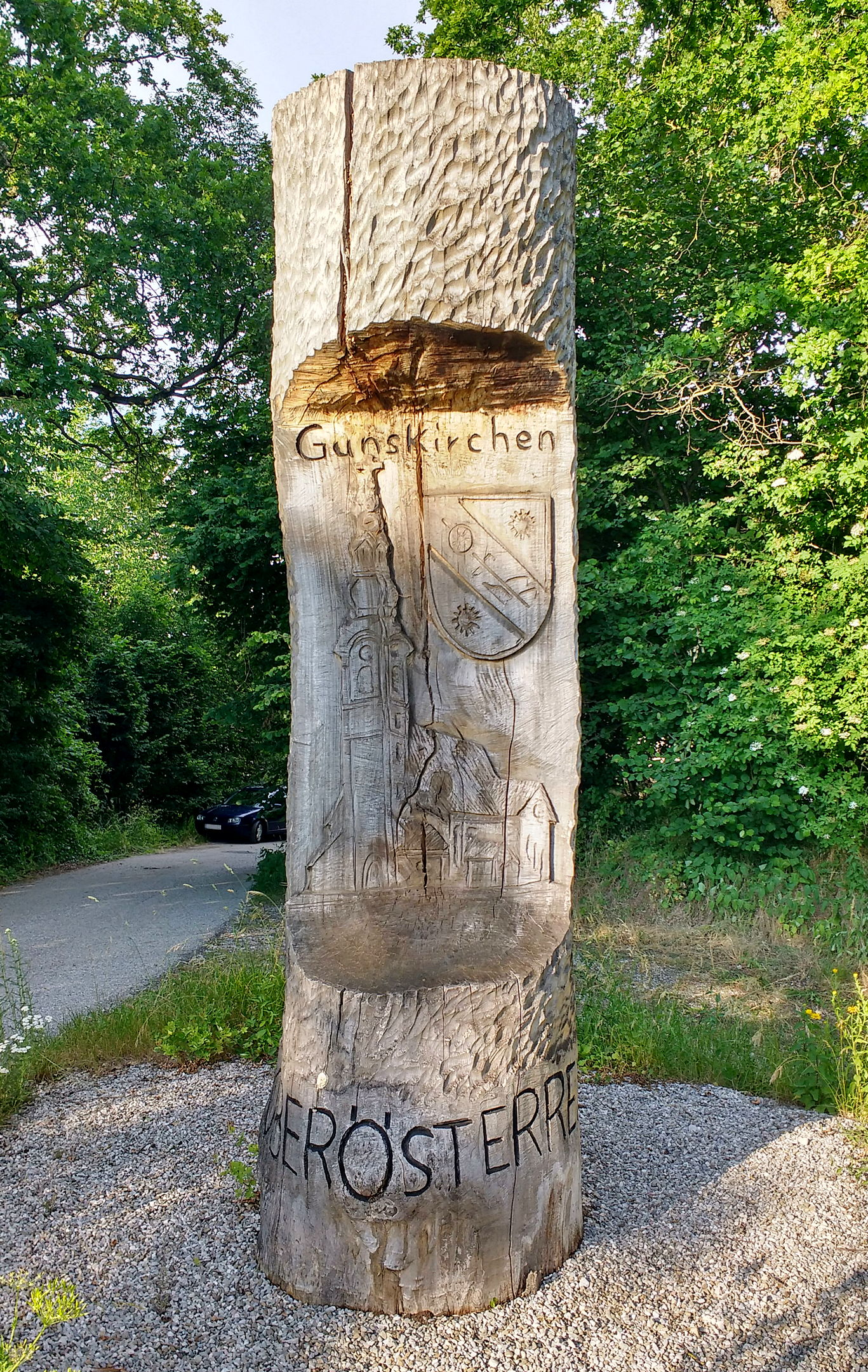
Holzskulptur nahe dem Mittelpunkt
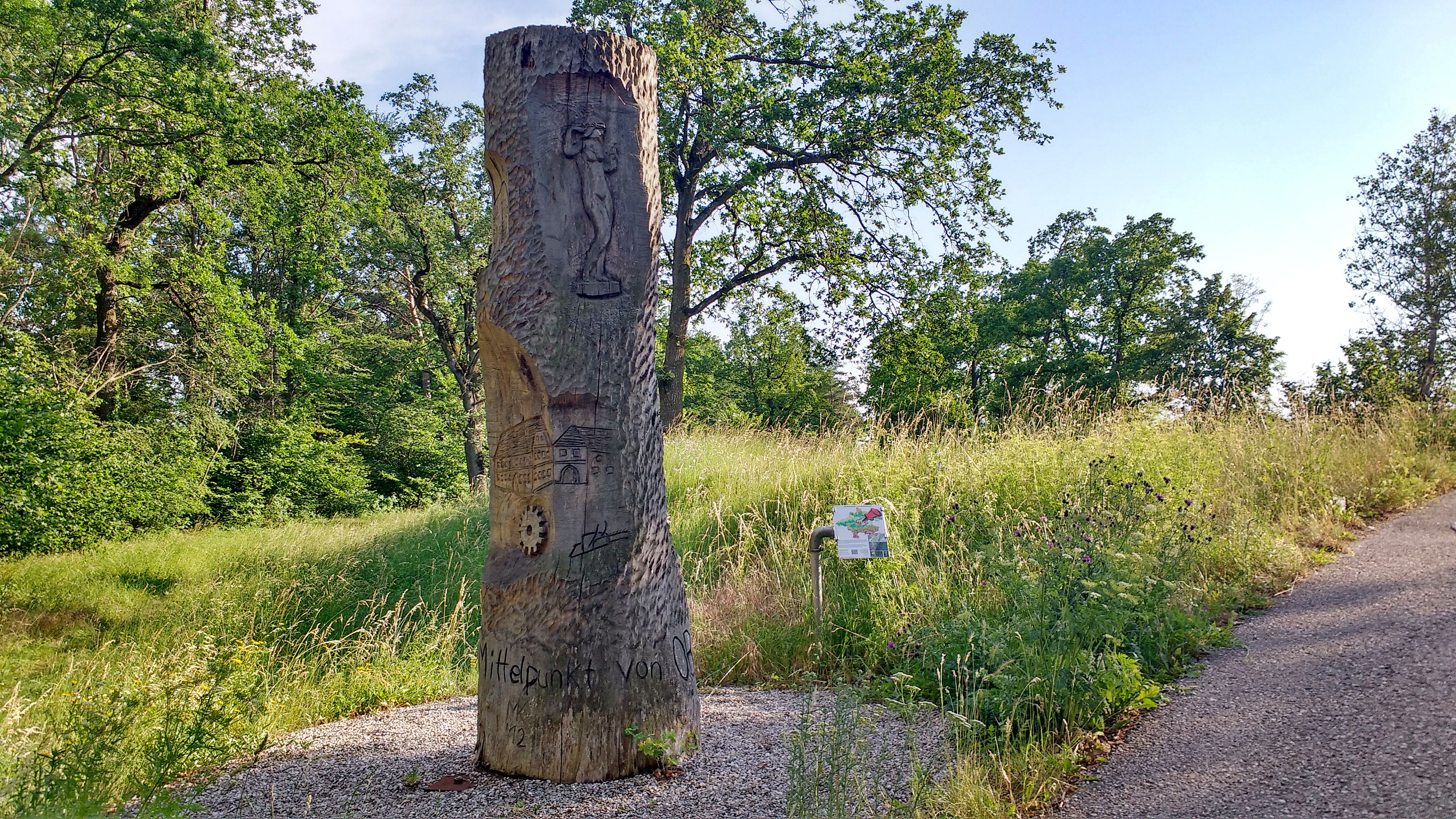
Standort der Skulptur am Rande einer Kuhschellenwiese
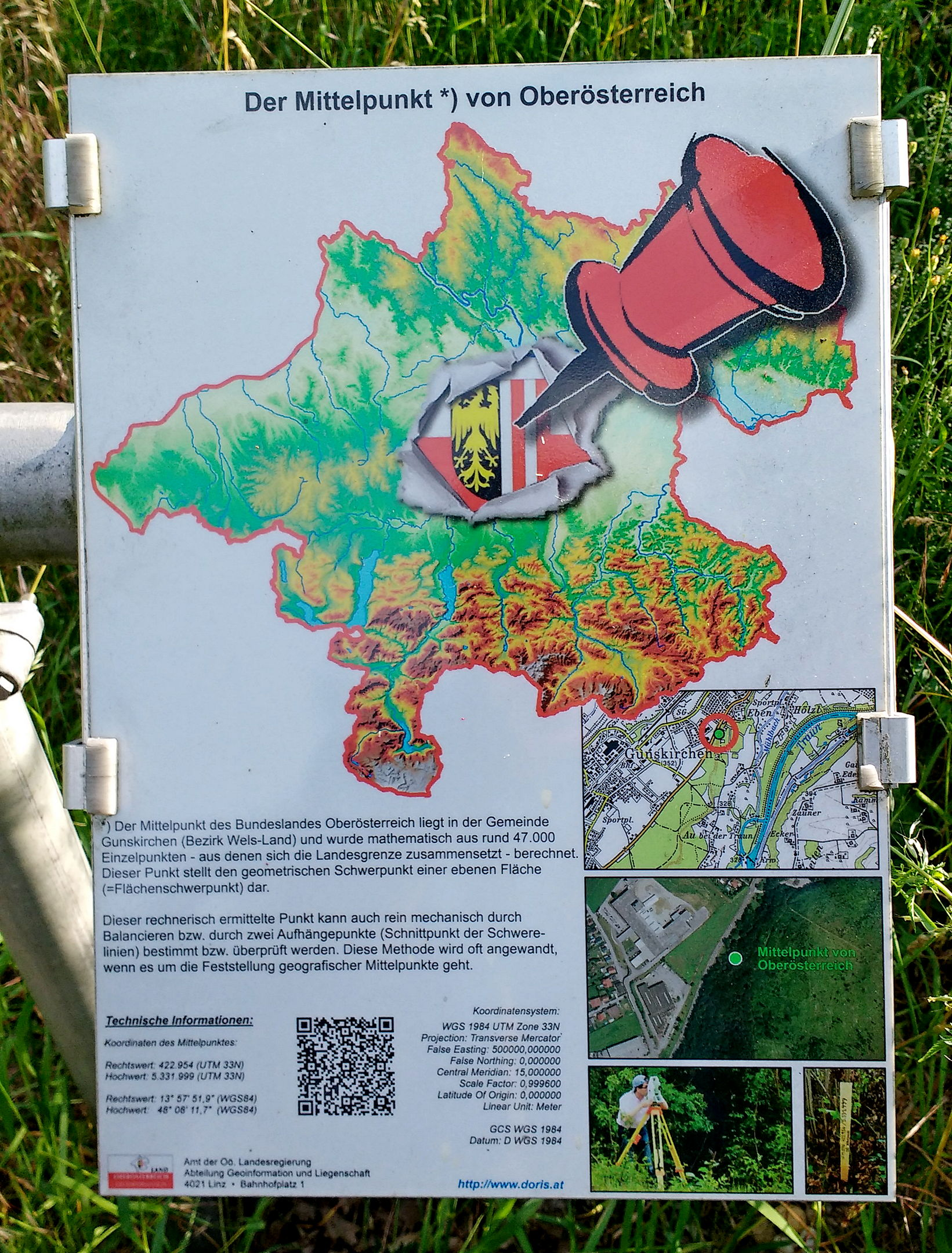
Infotafel

- Bezirk Grieskirchen

Anlässlich des 100-Jahr-Jubiläums von Grieskirchen errechnete man das geographische Zentrum des oberösterreichischen Bezirks. Den Mittelpunktstein setzte man in der Ortschaft Eibelhub in der Gemeinde Taufkirchen, nahe der Gemeindegrenze zu Pötting bei 48,2697° N, 13,7693° O.

### Salzburg
Der geometrische Schwerpunkt des Bundeslandes Salzburg befindet sich in Mühlbach am Hochkönig bei 47,3878° N, 13,0858° O. 2004 wurde eine Holzskulptur auf der Sonnenterrasse Karbachalm (1,2 km südlich des Mittelpunktes) errichtet. Ein aus Lärchenholz gefertigter Tisch mit der Form des Landes Salzburg und ein aus dessen Mitte aufragender ca. 9 m hoher Holzstamm mit Gemeindewappen und 119 Fenstern (symbolisieren alle Salzburger Gemeinden). Eine weitere Holzskulptur wurde am Dientner Sattel auf der Dientalm (2,2 km westlich des Mittelpunktes) errichtet. Am rechnerischen Mittelpunkt war ursprünglich noch eine weitere Skulptur geplant.
2012 wurde die Skulptur auf der Karbachalm baufällig und mangels finanzieller Unterstützung schließlich abgebaut. Heute steht ein Teil des Wappenbaumes auf dem Grundstück von Sepp Gamsjäger, am Ortseingang von Mühlbach.

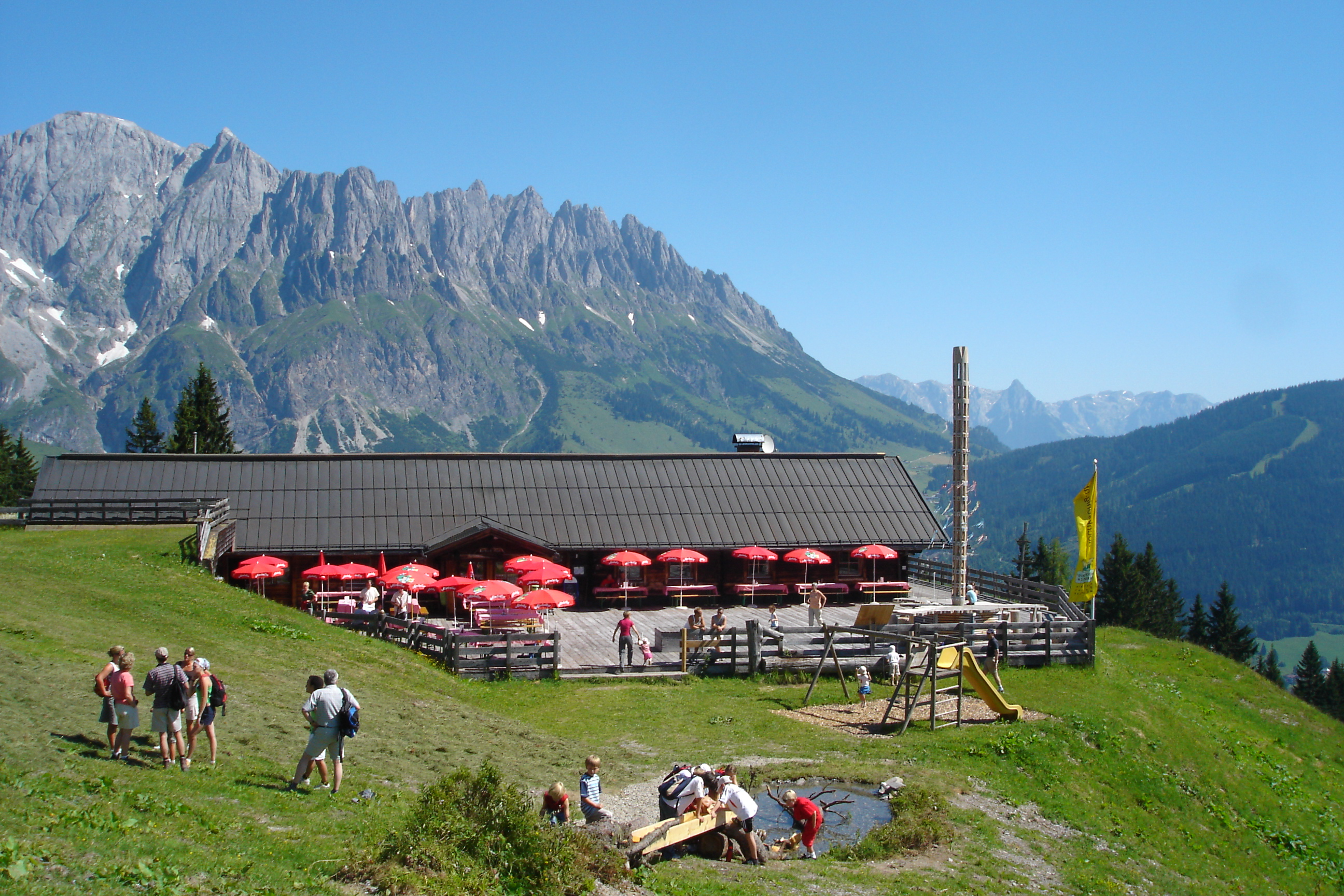
Karbachalm mit der Holzskulptur
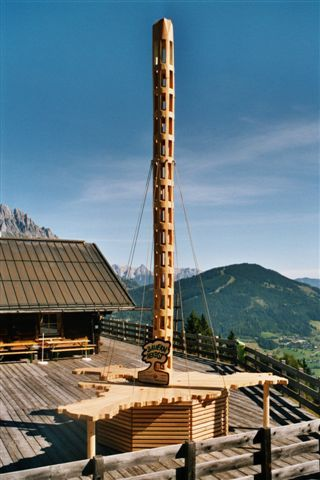
Wappenbaum

### Steiermark
Der geometrische Schwerpunkt der Steiermark liegt in der Gemeinde Sankt Stefan ob Leoben ca. 1,1 km südöstlich der Walteralm bei 47,2696° N, 15,0137° O. In unmittelbarer Nähe zum Mittelpunkt befinden sich ein Holztisch samt Bank, einer Infotafel, sowie ein Metallpfosten samt Tafel mit der Aufschrift „Geografischer Mittelpunkt der Steiermark“.

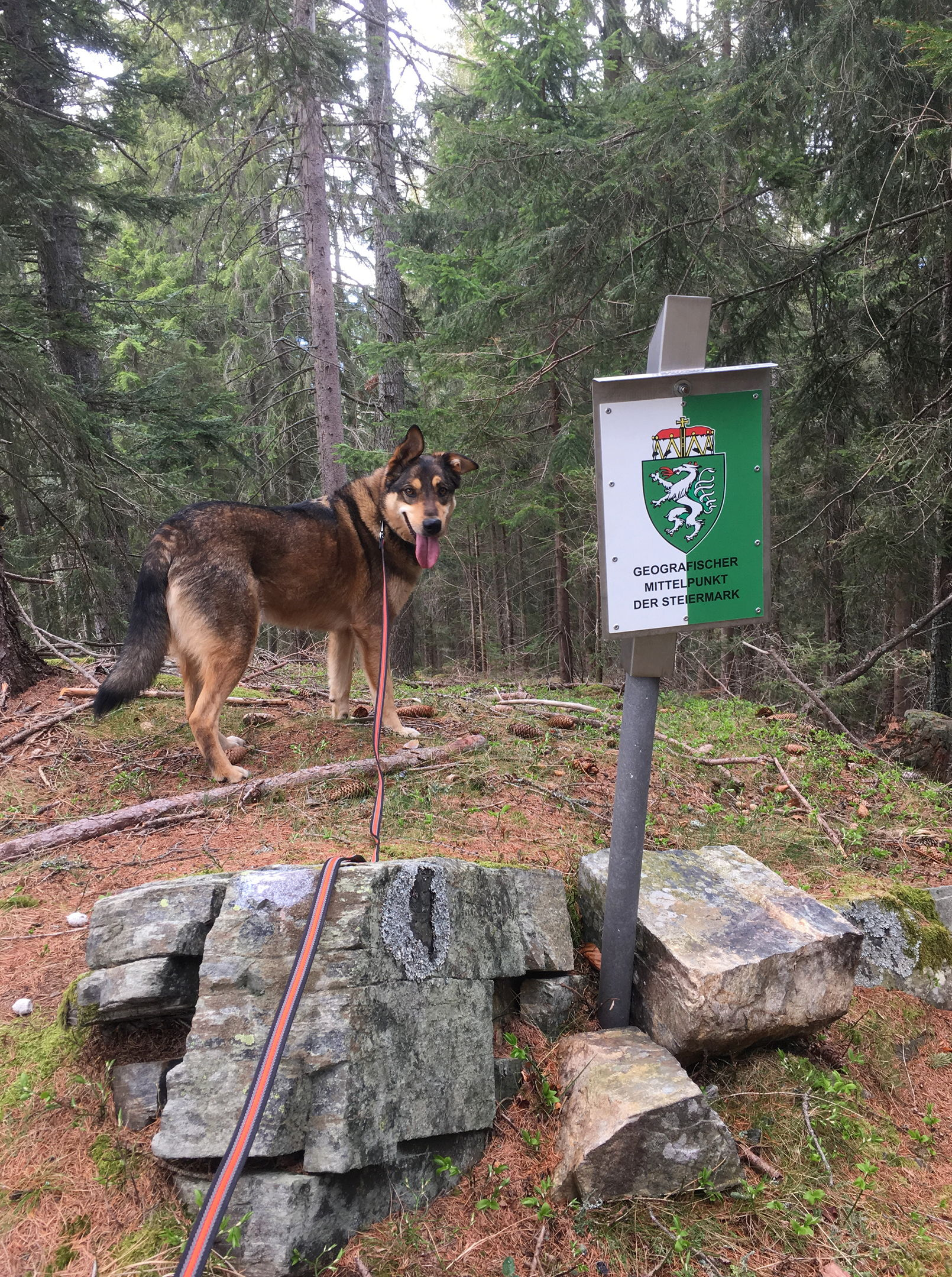
Metallmarkierung am exakten Mittelpunkt
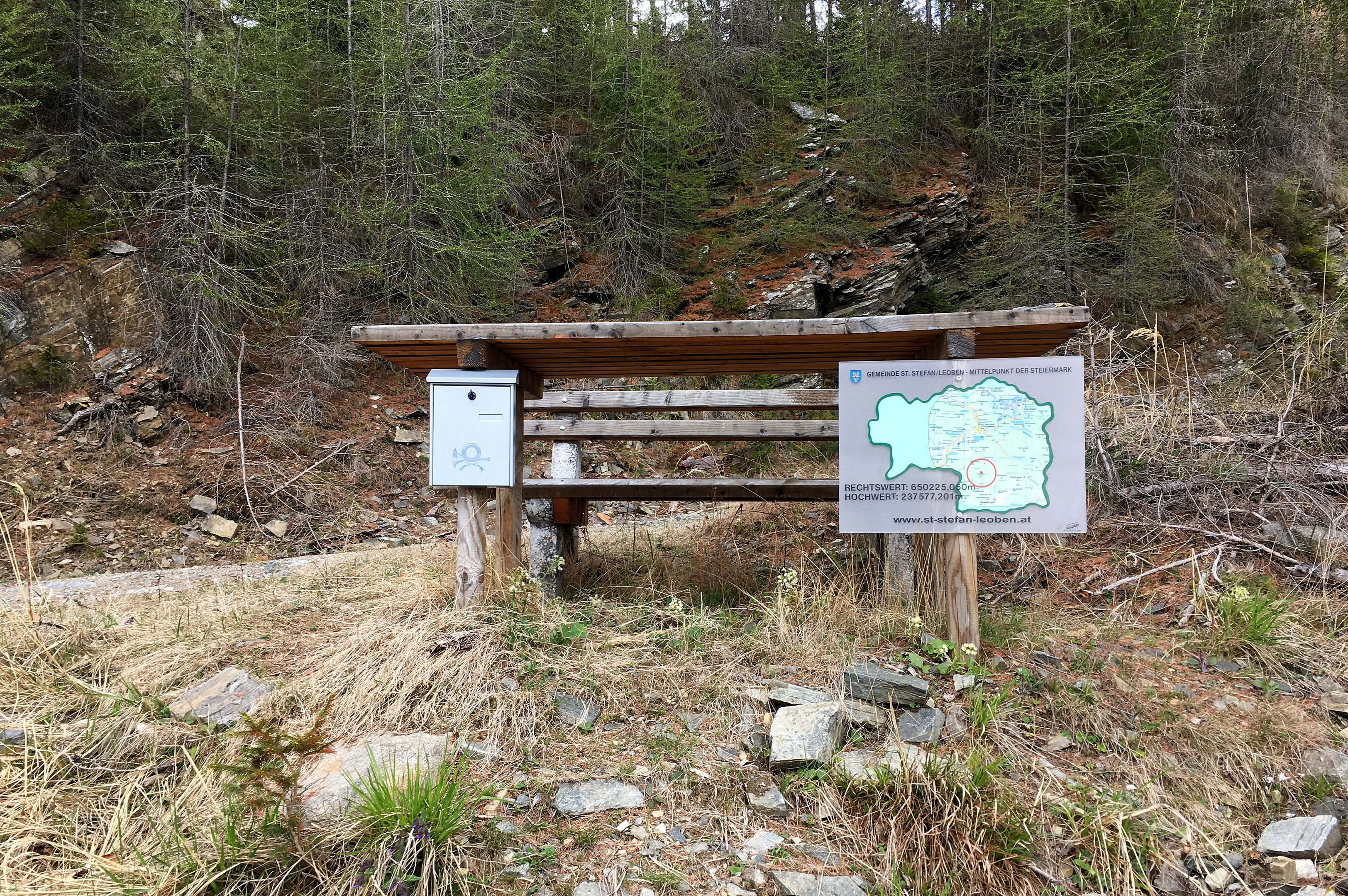
Raststelle nahe dem Mittelpunkt
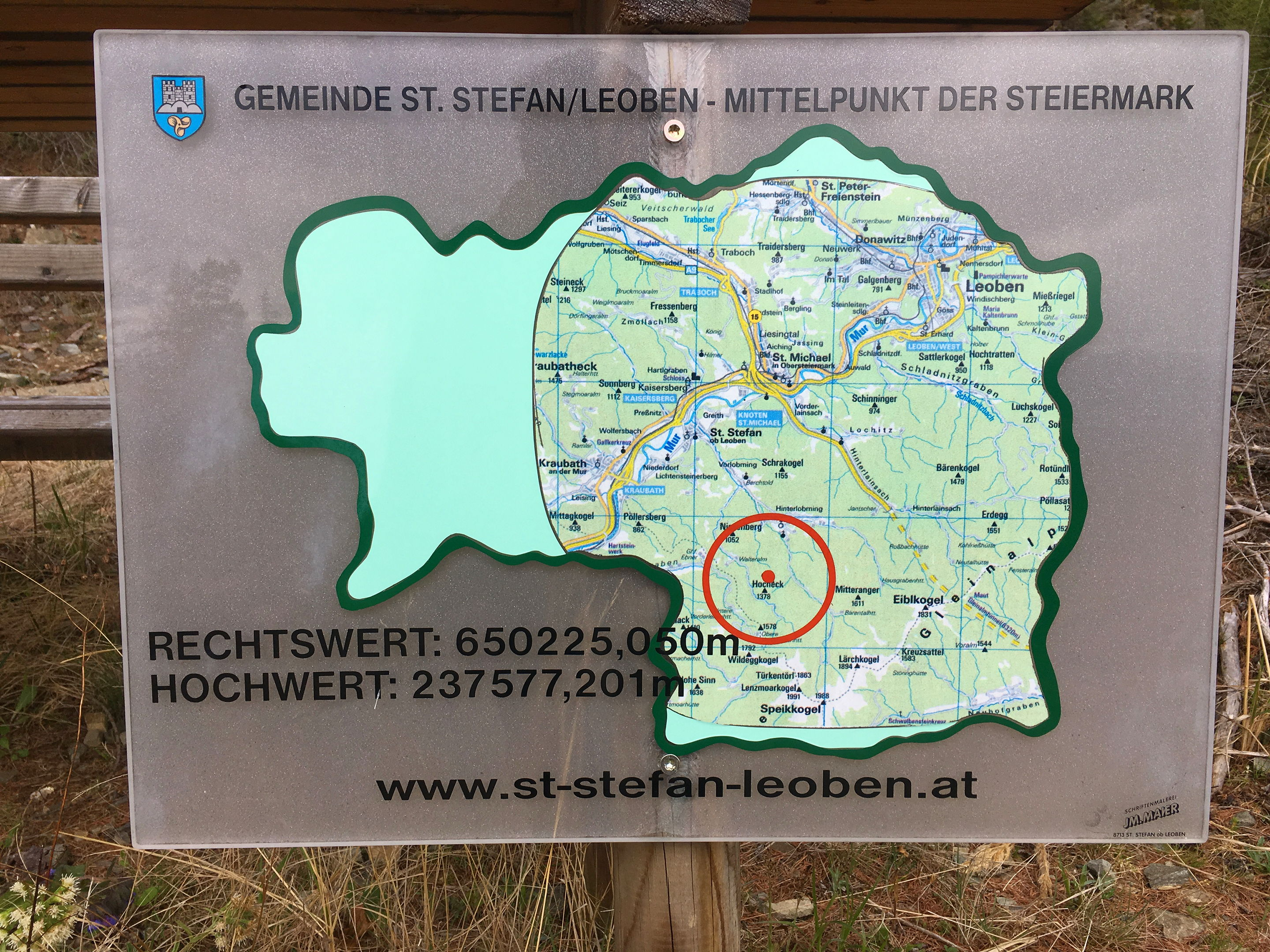
Infotafel
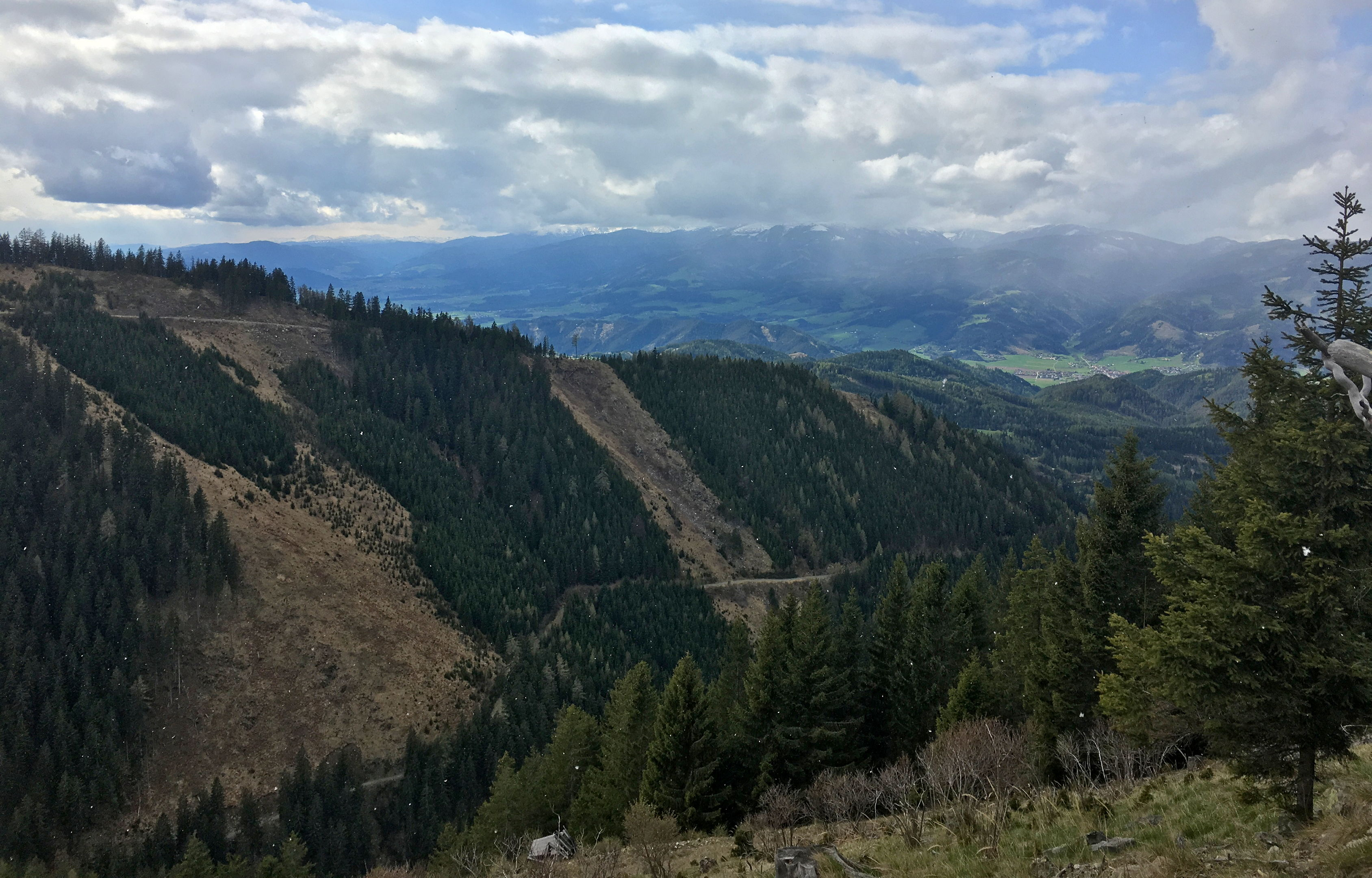
Ausblick von der Raststelle

- Graz

Der Flächenschwerpunkt von Graz befindet sich in der Paulustorgasse bei 47,0743° N, 15,4401° O. Dazu wurde 2001 in ein einer dort befindlichen Bankfiliale die Skulptur „Grazer Stadtkern“ aufgestellt, ein 40 cm großes Objekt aus Bronze und Stahl, das an einen Pfirsichkern erinnert. Nachdem die Bankfiliale nicht mehr allgemein zugänglich war, hat man die Skulptur an einem neuen Standort aufgestellt, nämlich am arithmetischen Mittelwert aus nördlichstem, östlichstem, westlichstem und südlichstem Punkt der Stadt. Das ist im Hof der Grazer Burg bei 47,0729° N, 15,4427° O.

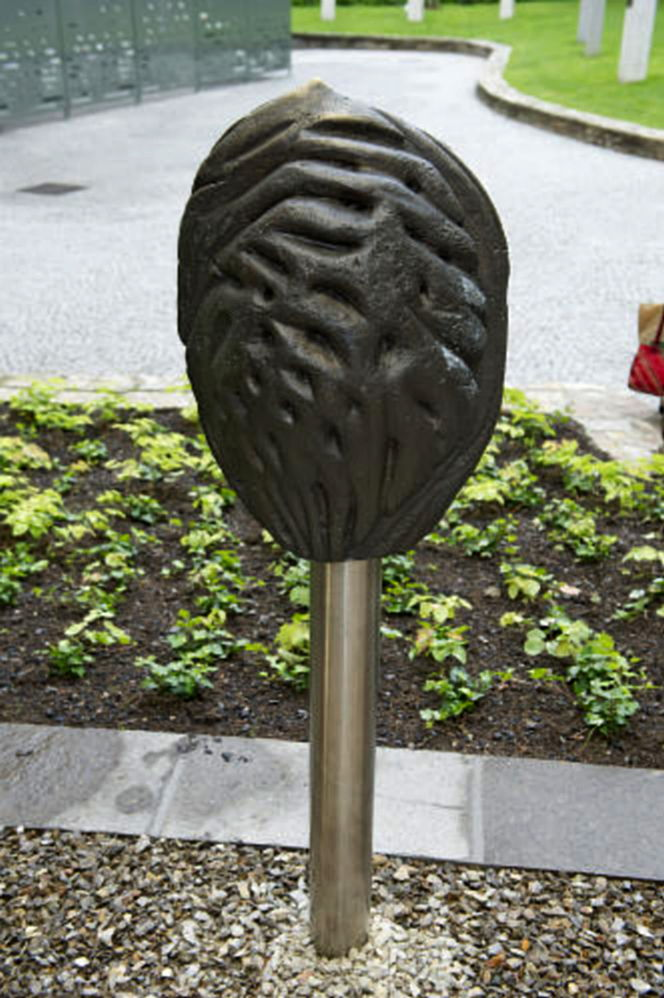
Grazer Stadtkern
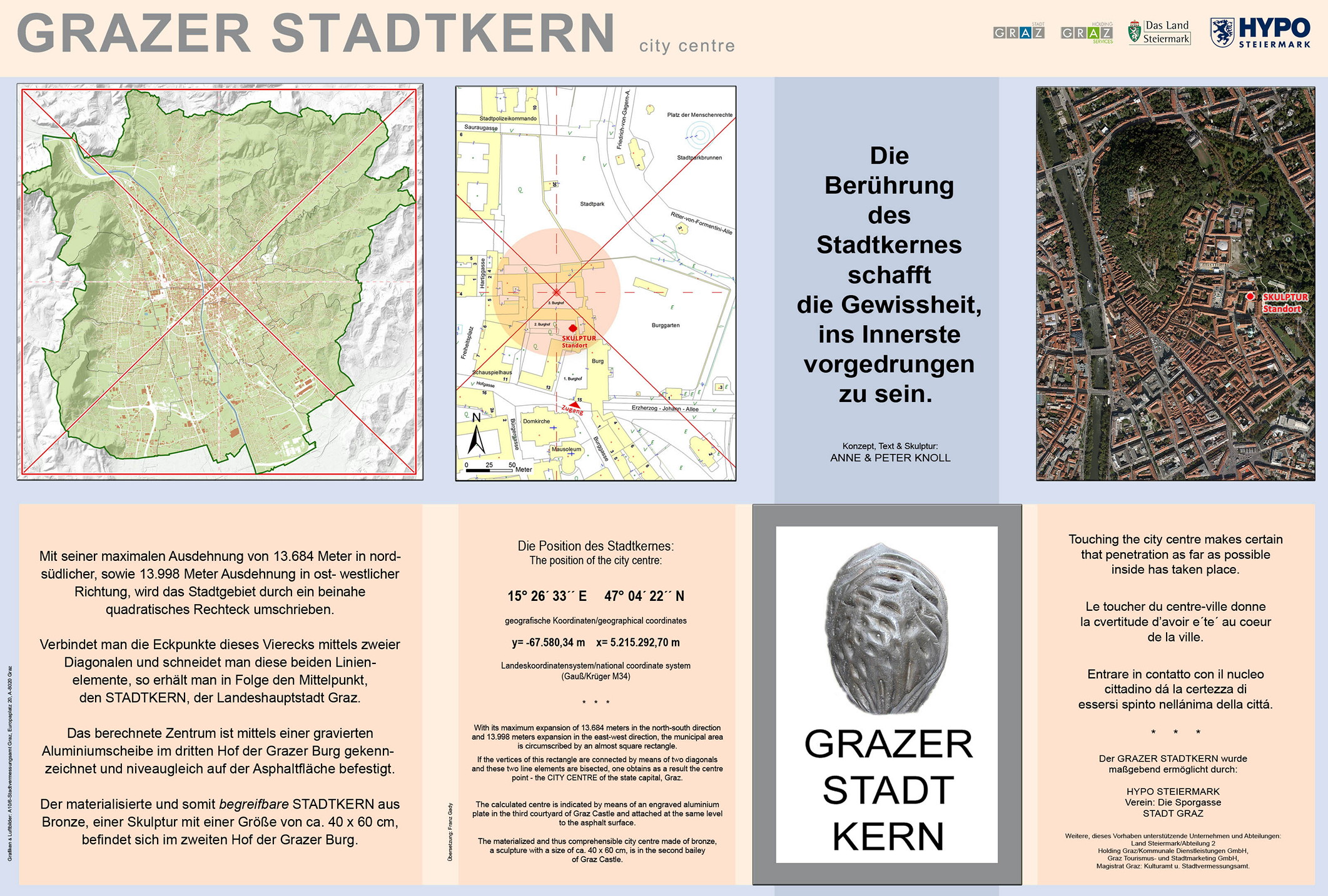
Infotafel

### Tirol
Da das Bundesland Tirol aus zwei getrennten Teilflächen (Nordtirol und Osttirol) besteht, kann man sowohl für die Gesamtfläche, als auch für jede Teilfläche einen Mittelpunkt bestimmen.
- Gesamtes Bundesland: Der Schwerpunkt ist in der Gemeinde Ellbögen bei 47,1962° N, 11,5021° O [1]
- Nordtirol: Der Schwerpunkt ist in der Gemeinde Völs bei 47,2503° N, 11,3066° O
- Osttirol: Der Schwerpunkt befindet sich in Hopfgarten in Defereggen bei 46,9061° N, 12,5228° O. 600 m östlich des Schwerpunkts wurden am Rücken des Firstkogels die Grenzen von Osttirol im Kleinformat mit Hilfe von Zäunen handwerklich nachgebaut und mit fünf Eingängen versehen. Diese Tore sollen die fünf Verkehrsverbindungen nach außen symbolisieren.[19]

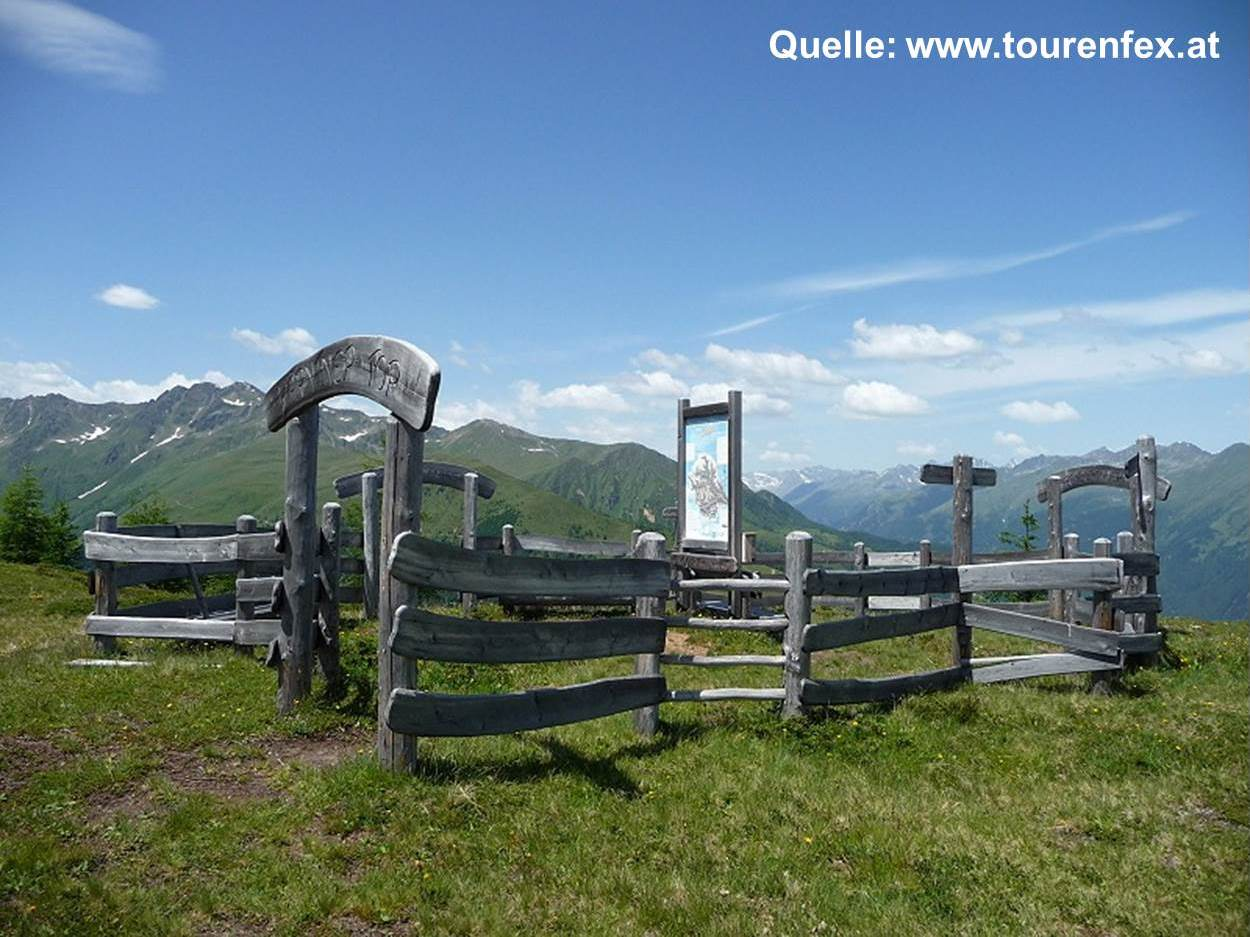
Umzäunter Bereich beim Osttiroler Mittelpunkt
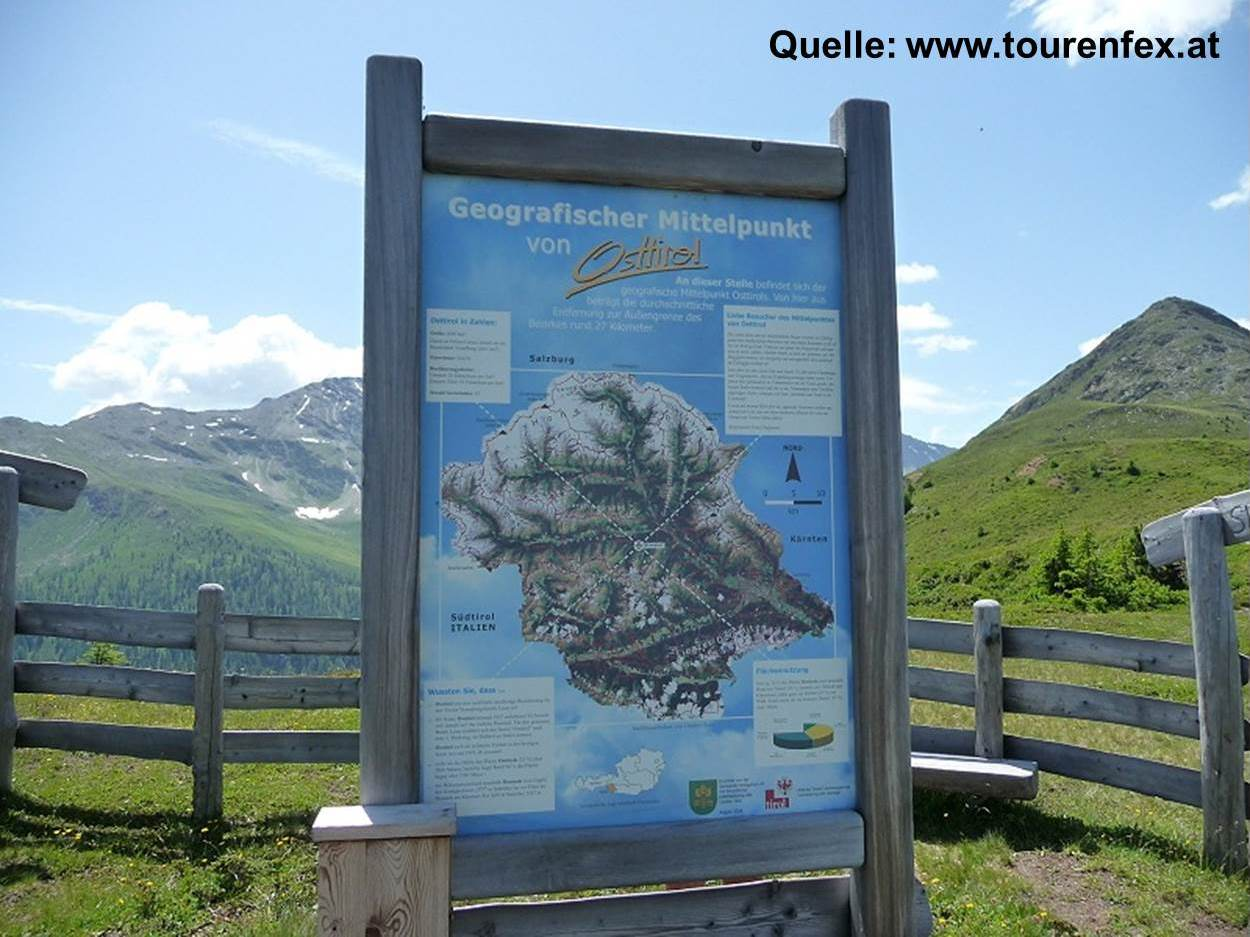
Infotafel beim Osttiroler Mittelpunkt

### Vorarlberg
Der Schwerpunkt befindet sich in der Gemeinde Sonntag (Vorarlberg), ca. 400 m nördlich der Pfarrkirche bei 47,2412° N, 9,8943° O. Dabei wurde für die Grenze durch den Bodensee die normalerweise übliche Grenzziehung in Gewässermitte gewählt.

### Wien
Der Flächenschwerpunkt Wiens befindet sich laut MA14, dem Betreiber von ViennaGIS, in der Bäckerstraße auf Höhe der „Aula der Wissenschaften“ bei 48,2084° N, 16,3778° O. Der Mittelpunkt basierend auf dem arithmetischen Mittelwert aus nördlichstem, östlichstem, westlichstem und südlichstem Punkt befindet sich dagegen an der südlichsten Spitze des Augartens bei 48,2203° N, 16,3801° O.

## Historische Mittelpunkte

### Österreich-Ungarn (1914)
Da sich im Laufe der Jahre die Grenzen von Österreich-Ungarn veränderten, verschob sich damit auch der geographische Mittelpunkt der ehemaligen Doppelmonarchie. Im Jahre 1914 befand sich der Mittelwert der Koordinaten des nördlichsten und südlichsten, sowie des östlichsten und westlichsten Punktes im heutigen Ungarn, unweit des Ortes Somogydöröcske, im Komitat Somogy.